# Louannec
Louannec (tiếng Breton: Louaneg) là một xã của tỉnh Côtes-d'Armor, thuộc vùng Bretagne, tây bắc Pháp.